# Lądowisko Ząbkowice Śląskie
Lądowisko Ząbkowice Śląskie – lądowisko sanitarne w Ząbkowicach Śląskich, w województwie dolnośląskim, położone przy ul. Rzecznej 1. Przeznaczone jest do wykonywania startów i lądowań śmigłowców sanitarnych i ratowniczych w dzień i w nocy o dopuszczalnej masie startowej do 5700 kg.
Zarządzającym lądowiskiem jest EMC Instytut Medyczny S.A. Szpital św. Antoniego w Ząbkowicach Śląskich. W roku 2011 zostało wpisane do ewidencji lądowisk Urzędu Lotnictwa Cywilnego pod numerem 73